# Kristóf Korbély
Kristóf Korély (Kazincbarcika, 26 maggio 2000) è un calciatore ungherese, attaccante del Putnok.

## Caratteristiche tecniche
È un centravanti.

## Carriera
Cresciuto nel settore giovanile del Diósgyőr, debutta in prima squadra il 20 aprile 2019 in occasione dell'incontro di Nemzeti Bajnokság I vinto 2-1 contro il Paks. Il 19 maggio seguente segna la sua prima rete, raddoppiando il risultato dell'incontro poi terminato 3-0 contro l'Újpest.

## Statistiche
Statistiche aggiornate al 14 dicembre 2020.

### Presenze e reti nei club
| Stagione        | Squadra         | Campionato      | Campionato | Campionato | Coppe nazionali | Coppe nazionali | Coppe nazionali | Coppe continentali | Coppe continentali | Coppe continentali | Altre coppe | Altre coppe | Altre coppe | Totale | Totale | Totale |
| Stagione        | Squadra         | Comp            | Pres       | Reti       | Comp            | Pres            | Reti            | Comp               | Pres               | Reti               | Comp        | Pres        | Reti        | Pres   | Reti   |        |
| --------------- | --------------- | --------------- | ---------- | ---------- | --------------- | --------------- | --------------- | ------------------ | ------------------ | ------------------ | ----------- | ----------- | ----------- | ------ | ------ | ------ |
| 2019-2020       | Kazincbarcika   | NB2             | 4          | 0          | CU              | 0               | 0               |                    | -                  | -                  |             | -           | -           | 4      | 0      |        |
| 2020-2021       | Kazincbarcika   | NB2             | 12         | 0          | CU              | 0               | 0               |                    | -                  | -                  |             | -           | -           | 12     | 0      |        |
| 2018-2019       | Diósgyőr        | NB1             | 3          | 1          | CU              | 0               | 0               |                    | -                  | -                  |             | -           | -           | 3      | 1      |        |
| 2019-2020       | Diósgyőr        | NB1             | 18         | 0          | CU              | 0               | 0               |                    | -                  | -                  |             | -           | -           | 18     | 0      |        |
| 2020-2021       | Diósgyőr        | NB1             | 4          | 0          | CU              | 0               | 0               |                    | -                  | -                  |             | -           | -           | 4      | 0      |        |
| Totale carriera | Totale carriera | Totale carriera | 41         | 1          |                 | 0               | 0               |                    | -                  | -                  |             | -           | -           | 41     | 1      |        |